# Hagnesta

Hagnesta är en by i Helgona socken, Nyköpings kommun.
Byn har anor sedan järnåldern, i sluttningen norr och nordväst om byn finns rester efter ett järnåldershus och ett gravfält från äldre järnålder. I anslutning till Hagnesta och grannbyn Svansta finns fyra gravfält från yngre järnålder. Under medeltiden hamnade byn under Sjösa gård och 1943 lades all jord i byn samman till en storbruksenhet och en arrendatorsbostad och arbetarbostäder uppfördes. Vid Stora Hagnesta finns dock kvar gammal bebyggelse i form av en parstuga sammanbyggd med en enkelstuga och bodar samt en fristående bod.